# 黒壁ガラス館
黒壁ガラス館（くろかべガラスかん）は、滋賀県長浜市の中心市街地黒壁スクエアにある、1900年（明治33年）に建てられた国立第百三十銀行長浜支店の跡を利用したガラスのアートギャラリーである。
1989年（平成元年）にガラス館としてオープン。オープン後は多くのガラスショップや工房、ギャラリー、美術館が建ち並ぶエリアとなった。
年間約200万人の観光客でにぎわっている。
建物は土蔵造を基調とした木造建築で、1996年（平成8年）12月20日に「国土の歴史的景観に寄与しているもの」として国の登録有形文化財に登録されている。
2020年（令和2年）12月から2021年4月にかけて耐震工事などの長寿命化工事が行われ、建築当初の黒色の外壁なども復元された。

## 所在地
滋賀県長浜市元浜町12-38

## 交通アクセス
- JR琵琶湖線長浜駅東口から北東に徒歩約5分（400メートル）

## ギャラリー

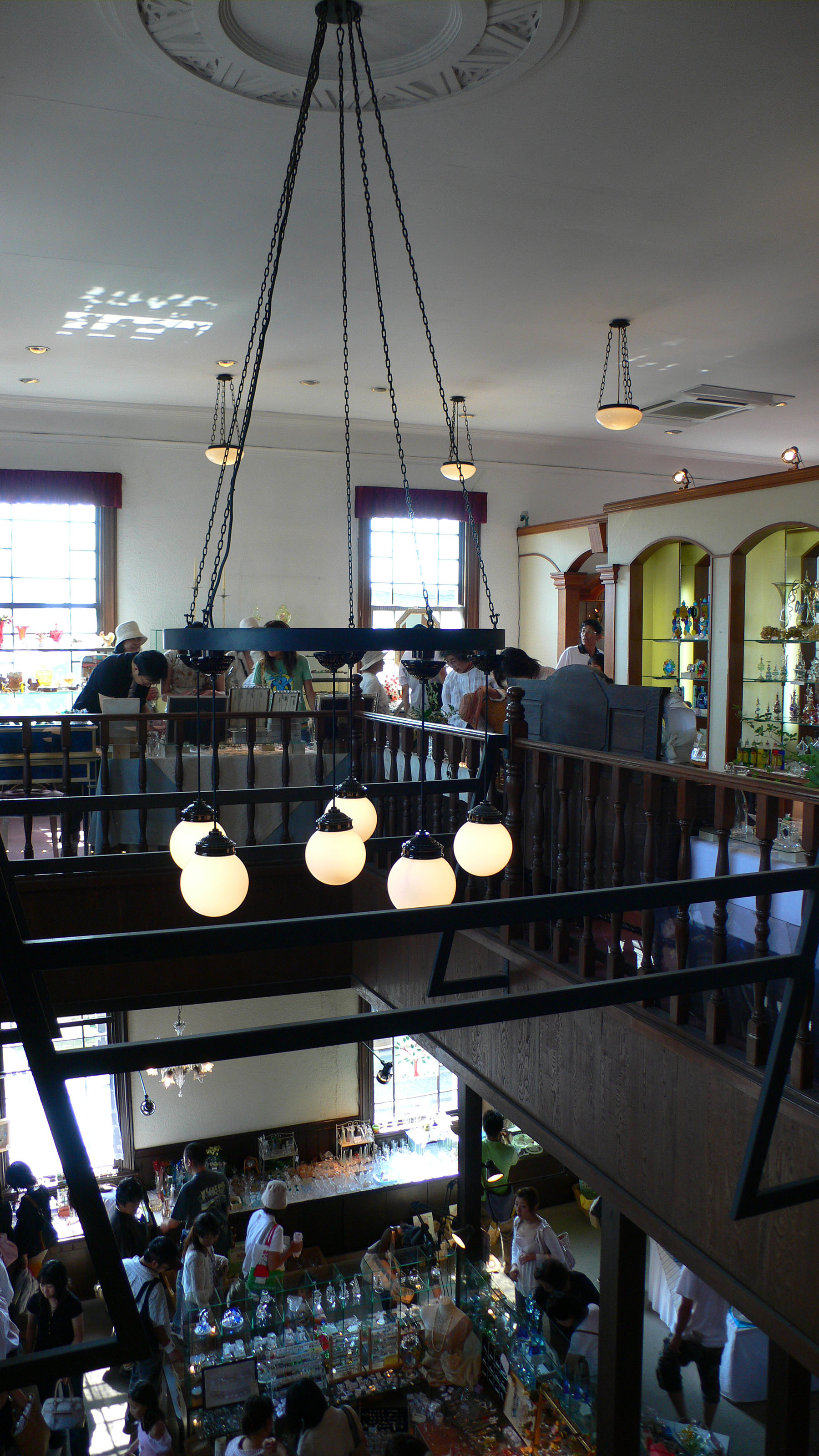
2階吹き抜け
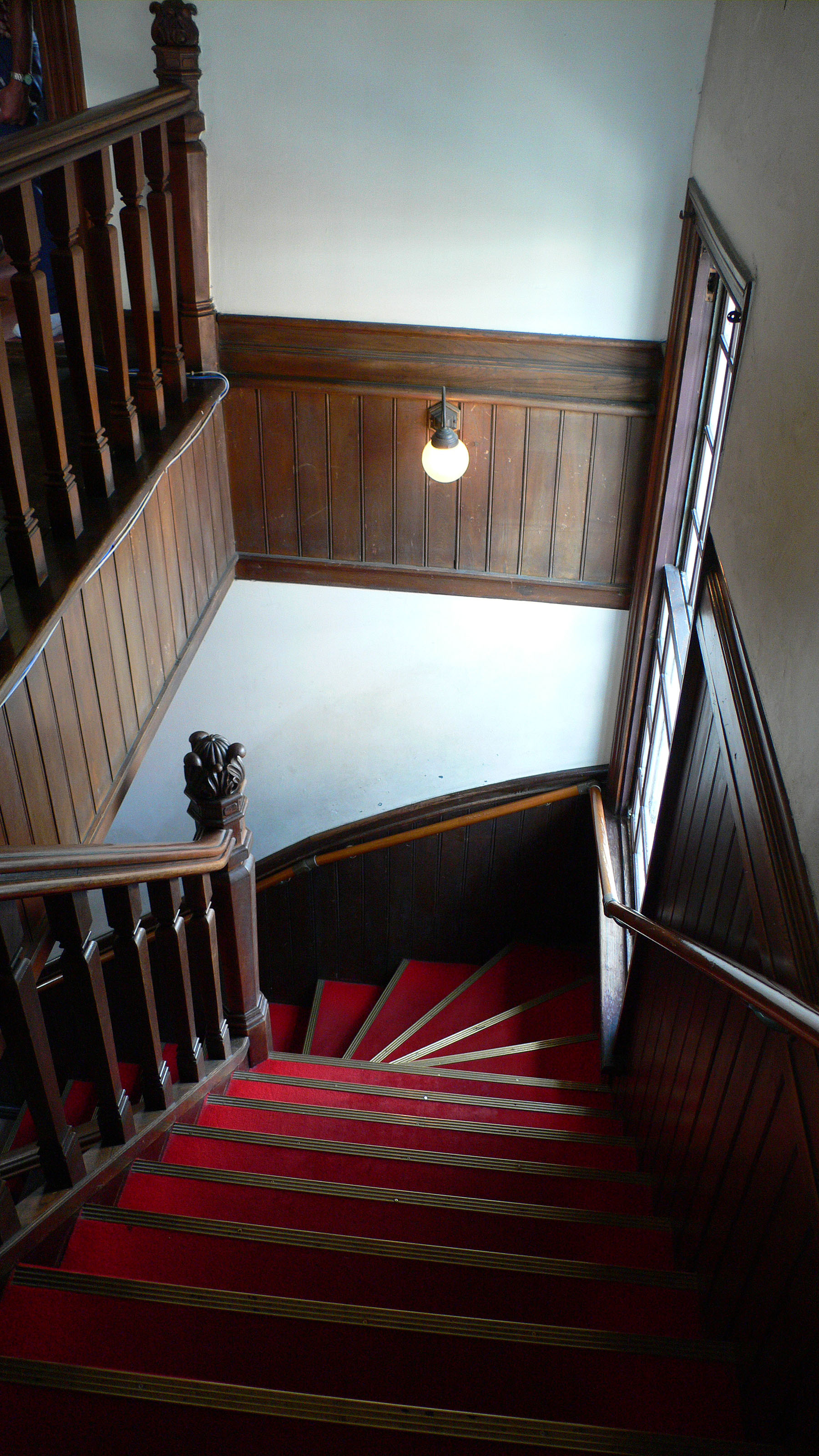
階段